# ویت راکوشان
ویت راکوشان (چکی: Vít Rakušan؛ زادهٔ ۱۶ ژوئن ۱۹۷۸) معلم و سیاستمدار اهل کشور جمهوری چک است که از سال ۲۰۱۹ به عنوان رهبر «حزب سیاسی شهرداران و مستقلین» (STAN) و از سال ۲۰۱۶ تا ۲۰۱۹ به عنوان معاون اول آن خدمت کرده‌است. وی از اکتبر ۲۰۱۷ عضو اتاق نمایندگان بوده‌است. از سال ۲۰۱۲ نماینده منتخب استان بوهم مرکزی بود و از سال ۲۰۱۰ تا ۲۰۱۹ شهردار شهر کولین بود. در سال ۲۰۲۱، او سمت معاون اول نخست‌وزیر و وزیر کشور را در کابینه پتر فیالا بر عهده گرفت.